# Dota (Band)
Dota (bis 2013: Dota und die Stadtpiraten bzw. Die Kleingeldprinzessin und die Stadtpiraten) ist eine Band um die Berliner Sängerin und Liedermacherin Dota (Dorothea) Kehr. Die Texte sind zeitkritisch, die Musik ist von Bossa Nova und Jazz stark beeinflusst. Die Musiker der Band sind Berliner Jazzmusiker.

## Geschichte
Plattenverträge hat die Gruppe bisher ebenso abgelehnt wie auch Auftritte auf Parteiveranstaltungen. Mittlerweile werden die Platten über BuschFunk bzw. Broken Silence vertrieben, aber immer noch in Eigenregie hergestellt. Im Oktober 2006 gab die Gruppe auf Einladung des Goethe-Instituts fünf Konzerte in Russland, im Frühjahr 2009 tourte sie in Neuseeland.
Die Band erhielt 2008 den Förderpreis der Liederbestenliste. 2011 wurde Dota Kehr darüber hinaus im Rahmen der Verleihung des Deutschen Kleinkunstpreises mit dem Förderpreis der Stadt Mainz ausgezeichnet.
2013 wurde der Bandname von Dota und die Stadtpiraten in Dota geändert.

## Wir rufen dich, Galaktika(2021)
Das Album Wir rufen dich, Galaktika (2021) befasst sich mit der Klimakrise. Der Titelsong des Albums zieht als Fazit: „Wir haben Mist gebaut.“ Der Song Raketenstart handelt von der Zerstörung der Welt, gegen die niemand etwas zu tun scheint, und von Milliardären, die von dieser Zerstörung profitieren und sich ins Raumschiff begeben. Hierzu sagte Dota Kehr: „Ehrlich gesagt bin ich pessimistisch, gerade was den Klimawandel angeht. Es erfordert sehr viel Einsatz von sehr vielen Menschen gleichzeitig, und es erfordert den Verzicht auf Komfort und auf Profite etc., der ist aber schwer durchzusetzen. Ich mag das Fatalistische eigentlich nicht, das dem Lied anhaftet, weil ich Fatalismus für eine dumme Ausflucht halte, aber ich konnte mich gegen meinen eigenen Pessimismus schwer wehren in den letzten zwei Jahren. Gerade umweltpolitisch ist es doch eine große Frustration und auch immer wieder feige und billig, wie Politik und Wirtschaft dem Konsumenten die gesamte Verantwortung zuschieben.“

## Diskografie

### Alben
Als Dota und die Stadtpiraten
- 2003: Dota die Kleingeldprinzessin & die Stadtpiraten
- 2004: Taschentöne Live (Livealbum)
- 2005: Blech + Plastik
- 2006: Immer nur Rosinen
- 2008: In anderen Räumen (Livealbum)
- 2010: Bis auf den Grund
- 2011: Das große Leuchten (Livealbum)

Als Dota
- 2013: Wo soll ich suchen
- 2016: Keine Gefahr
- 2016: Überall Konfetti (Livealbum)
- 2018: Die Freiheit
- 2020: Kaléko
- 2021: Wir rufen dich, Galaktika
- 2023: In der Fernsten der Fernen – Mascha Kaléko 2
- 2024: Dota und das Filmorchester Babelsberg live (Livealbum)
- 2025: Springbrunnen

Darüber hinaus existieren Soloalben von Dota Kehr.

## Bibliografie
Unter dem Titel Songbuch erschienen Ringbücher, die Liedtexte und Gitarrengriffe der veröffentlichten Lieder enthalten.
- 2007: Texte und Tabs (Alle Lieder zwischen 2002 und 2007)
- 2010: Texte und Tabs II (Alle Lieder zwischen 2007 und 2010)
- 2016: Texte und Tabs III (Alle Lieder zwischen 2010 und 2016)
- 2020: Texte und Tabs IV (Alle Lieder zwischen 2016 und 2020)